# Râul Țarina
Râul Țarina este un curs de apă, afluent al râului Lozova. 